# Leichlingen (Rheinland)

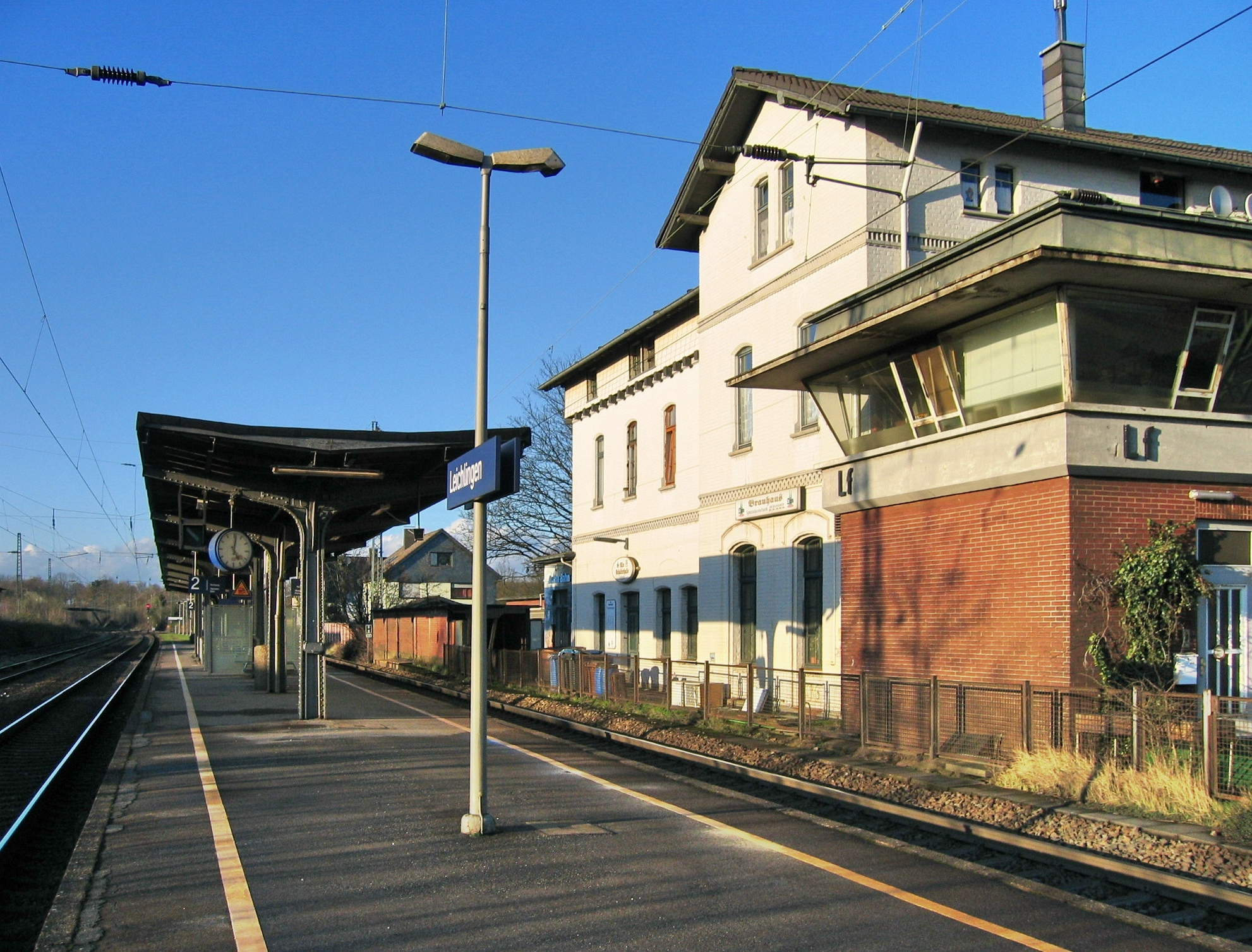
Stacja kolejowa w Leichlingen (Rheinland)

Leichlingen (Rheinland) – miasto w Niemczech, w kraju związkowym Nadrenia Północna-Westfalia, w rejencji Kolonia, w powiecie Rheinisch-Bergischer Kreis.

## Geografia
Miasto leży w zachodniej części Niemiec. Kilkanaście kilometrów od Zagłębia Ruhry, w pobliżu takich miast jak: Kolonia, Leverkusen i Düsseldorf. Wysokość miasta nad poziomem morza od wschodu do zachodu waha się w granicach od 54 m do 250 m. Od północy miasto graniczy z rzeką Wupper. Przez miasto przebiega autostrada A1/E37 i autostrada A3/E35.

## Demografia
| Rok  | Mieszkańcy |
| ---- | ---------- |
| 1990 | 25 996     |
| 2003 | 27 319     |
| 2004 | 27 524     |
| 2005 | 27 536     |
| 2006 | 27 542     |

### Struktura
|                   | Ilość  | Procent |
| ----------------- | ------ | ------- |
| kobiety           | 15 160 | 53      |
| mężczyźni         | 13 963 | 47      |
| Imigranci ogółem: | 1 601  | 5       |

## Religia
Mieszkańcy Leichlingen są chrześcijanami, lecz różnych wyznań:
- ewangelicy
- rzymsko-katolicy
- wyznawcy gminy ewangelicko-kościoła wolnego
- wyznawcy Kościoła Nowoapostolskiego

### Struktura religijna
| Wyznania                         | Ilość  | Procent |
| -------------------------------- | ------ | ------- |
| ewangelicy                       | 10 435 | 36      |
| rzymsko-katolicy                 | 8 960  | 30      |
| luteranie                        | 83     | 1       |
| pozostałych wyznań i niewierzący | 9 635  | 33      |

## Polityka

### Burmistrz
Burmistrz: Ernst Müller (SPD). Zastępcy burmistrza:
- Erika Horsthemke (SPD)
- Gerhard Hangert (CDU)

### Rada Miejska
W skład 34 osobowej rady wchodzą następujące partie:
- SPD 15 radnych
- CDU 11 radnych
- UWG 4 radnych
- Zieloni 2 radnych
- FDP 2 radnych

## Współpraca
Miejscowości partnerskie:
- Funchal, Portugalia
- Henley-on-Thames, Wielka Brytania
- Marly-le-Roi, Francja